# Xere
Xere è un villaggio del Botswana situato nel distretto Centrale, sottodistretto di Boteti. Il villaggio, secondo il censimento del 2022, conta 742 abitanti (369 uomini e 373 donne).

## Località
Nel territorio del villaggio sono presenti le seguenti 1 località:
- Xere di 58 abitanti